# Llayangudi
Llayangudi é uma panchayat (vila) no distrito de Sivaganga, no estado indiano de Tamil Nadu.

## Demografia
Segundo o censo de 2001,  Llayangudi  tinha uma população de 19,100 habitantes. Os indivíduos do sexo masculino constituem 48% da população e os do sexo feminino 52%. Llayangudi tem uma taxa de literacia de 76%, superior à média nacional de 59.5%: a literacia no sexo masculino é de 81% e no sexo feminino é de 72%. Em Llayangudi, 12% da população está abaixo dos 6 anos de idade.